# Nucetto
Nucetto – miejscowość i gmina we Włoszech, w regionie Piemont, w prowincji Cuneo.
Według danych na rok 2004 gminę zamieszkiwały 472 osoby, 67,4 os./km².